# Campeonato Europeo de Patinaje Artístico sobre Hielo de 1891
El I Campeonato Europeo de Patinaje Artístico sobre Hielo se realizó en Hamburgo, Alemania en enero de 1891. Fue organizado por la Unión Internacional de Patinaje sobre Hielo (ISU) y la Unión Alemana de Patinaje sobre Hielo.

## Resultados

### Masculino
| Puesto | Nombre       | País     |
| ------ | ------------ | -------- |
| Oro    | Oskar Uhlig  | Alemania |
| Plata  | A. Schmitson | Alemania |
| Bronce | Franz Zilly  | Alemania |

## Medallero
| Núm. | País     | Oro | Plata | Bronce | Total |
| ---- | -------- | --- | ----- | ------ | ----- |
| 1    | Alemania | 1   | 1     | 1      | 3     |
|      | TOTAL    | 1   | 1     | 1      | 3     |